# Copa Kirin 1984
A Copa Kirin, realizada no ano de 1984, foi a sétima edição deste torneio, que é realizada anualmente no Japão e foi vencida pelo Internacional de Porto Alegre, invictamente.

## Equipes Participantes
| - Internacional - Seleção da China - Seleção da Irlanda - Seleção do Japão - Seleção Universitária do Japão - Toulouse |

## Primeira fase

### Grupo A
27/05/1984

Japão 0x1 Toulouse

29/05/1984

China 3x2 Toulouse

31/05/1984

Japão 1x0 China

### Classificação
| Time | Time             | PG | J | V | E | D | GP | GC | SG |
| --- | ---------------- | -- | - | - | - | - | -- | -- | -- |
| 1 | Seleção da China | 2  | 2 | 1 | 0 | 1 | 3  | 3  | +0 |
| 2 | Toulouse         | 2  | 2 | 1 | 0 | 1 | 3  | 3  | +0 |
| 3 | Seleção do Japão | 2  | 2 | 1 | 0 | 1 | 1  | 1  | +0 |
| PG - pontos ganhos; J - jogos; V - vitórias; E - empates; D - derrotas; GP - gols pró; GC - gols contra; SG - saldo de gols |                  |    |   |   |   |   |    |    |    |

### Grupo B
27/05/1984

Irlanda 0x0 Seleção Universitária do Japão

30/05/1984

Internacional 3x0 Seleção Universitária do Japão

01/06/1984

Internacional 0x0 Irlanda

### Classificação
| Time | Time                           | PG | J | V | E | D | GP | GC | SG |
| --- | ------------------------------ | -- | - | - | - | - | -- | -- | -- |
| 1 | Internacional                  | 3  | 2 | 1 | 1 | 0 | 3  | 0  | +3 |
| 2 | Seleção da Irlanda             | 2  | 2 | 0 | 2 | 0 | 0  | 0  | +0 |
| 3 | Seleção Universitária do Japão | 1  | 2 | 0 | 1 | 1 | 0  | 3  | -3 |
| PG - pontos ganhos; J - jogos; V - vitórias; E - empates; D - derrotas; GP - gols pró; GC - gols contra; SG - saldo de gols |                                |    |   |   |   |   |    |    |    |

## Semifinal
03/06/1984

Internacional 4x1 Toulouse

Irlanda 1x0 China

## Final
10/06/1984

Internacional 2x1 Irlanda